# Minh Châu, Nghệ An
Minh Châu là một xã thuộc tỉnh Nghệ An, Việt Nam. Xã được hình thành trên cơ sở sáp nhập các xã Diễn Cát, Diễn Nguyên, Hạnh Quảng và Minh Châu của huyện Diễn Châu trong đợt Sáp nhập tỉnh thành Việt Nam 2025.

## Địa lý
Xã Minh Châu có vị trí địa lý:
- Phía Đông giáp xã Diễn Châu và xã An Châu;
- Phía Nam giáp xã Tân Châu;
- Phía Tây giáp xã Hợp Minh và xã Yên Thành;
- Phía Bắc giáp xã Quảng Châu và xã Đức Châu.

Xã Minh Châu có diện tích tự nhiên 39,68 km².

## Lịch sử
Địa bàn xã Minh Châu (cũ) hiện nay trước đây vốn là ba xã: Diễn Bình, Diễn Minh, Diễn Thắng.
Trước khi sáp nhập, xã Diễn Bình có diện tích 4,59 km², dân số là 4.000 người, mật độ dân số đạt 871 người/km², gồm 3 làng: Xóm Mới, Văn Tập, Hậu Luật. Xã Diễn Thắng có diện tích 8,15 km², dân số là 4.900 người, mật độ dân số đạt 601 người/km². Xã Diễn Minh có diện tích 4,41 km², dân số là 2.700 người, mật độ dân số đạt 612 người/km².
Ngày 17 tháng 12 năm 2019, Ủy ban Thường vụ Quốc hội ban hành Nghị quyết 831/NQ-UBTVQH14 về việc sắp xếp các đơn vị hành chính cấp xã thuộc tỉnh Nghệ An (nghị quyết có hiệu lực từ ngày 1 tháng 1 năm 2020). Theo đó, sáp nhập toàn bộ diện tích và dân số của ba xã: Diễn Bình, Diễn Minh, Diễn Thắng thành thị trấn Minh Châu.
Ngày 16 tháng 6 năm 2025, Xã Minh Châu được thành lập theo Nghị quyết số 1678/NQ-UBTVQH15 của Ủy ban Thường vụ Quốc hội Việt Nam, ban hành ngày 16 tháng 6 năm 2025. Theo đó, sắp xếp toàn bộ diện tích tự nhiên, quy mô dân số của các xã Diễn Cát, Diễn Nguyên, Hạnh Quảng và Minh Châu thuộc huyện Diễn Châu trước đây thành một xã mới có tên gọi là xã Minh Châu. Trước đó, theo Đề án sắp xếp đơn vị hành chính cấp xã tỉnh Nghệ An, xã này là xã Diễn Châu 7.
Sau sắp xếp xã có diện tích tự nhiên: 39,68 km², quy mô dân số: 44.358 người.

## Văn hóa
Những địa danh gắn liền với xã có:
- Lèn Hai Vai (có nhiều sự tích trong các câu chuyện dân gian xứ Nghệ)
- Cồn Quan
- Chùa Cổ Am không chỉ là một địa danh tâm linh nổi tiếng mà còn là chứng nhân các giai đoạn thăng trầm của xã Minh Châu nói riêng và Việt Nam nói chung. Cùng ghé thăm ngôi chùa linh thiêng bậc nhất.
- Nhà thờ họ Võ

Nhà thờ họ Võ ở làng Hậu Luật, xã Diễn Bình là di tích lịch sử văn hóa thờ Đông Thành đại vương có tên húy là Võ Trung, là tướng nhà Đinh, có công giúp Đinh Bộ Lĩnh đánh dẹp các sứ quân Lã Xử Bình, Ngô Xương Xí. Đinh Tiên Hoàng lên ngôi hoàng đế ở động Hoa Lư, phong Võ Trung làm chức Tham nghị triều chính, được vài năm thăng lên chức Binh bộ thượng thư, sau bổ ra làm đốc trấn châu Hoan (Nghệ An) rồi tổng trấn Hải Dương. Khi Chiêm Thành sang cướp phá Đại Cồ Việt, ông làm phó tướng cùng Lê Hoàn đem quân đi đánh. Võ Trung về già đến chơi núi Mộ Dạ thuộc huyện Đông Thành và hóa ở đó nên Triều đình truyền cho dân dựng đền thờ tại núi Mộ Dạ cạnh đền Cuông và ở quê ngoại thuộc trại Liễu Cốc, châu Xích Đằng, phủ Khoái Châu, Hưng Yên với sắc phong là Đông Thành đại vương.